# Ombudspolitiek
Ombudspolitiek is een politieke term die wordt gebruikt om een rechtstreeks en probleemoplossend contact tussen politicus en burger te duiden. De term is in de 21e eeuw gemunt door Richard de Mos, die met zijn partij Hart voor Den Haag zich hard maakt voor ombudspolitiek. Vooral in de lokale politiek, zoals gemeentes, zou ombudspolitiek een rol van betekenis kunnen spelen.

## Beschrijving
De term ombudspolitiek refereert aan de rol van een politicus of politieke partij als directe belangenbehartiger van individuele burgers, vaak in reactie op klachten of problemen die zij ervaren in hun interactie met overheidsinstellingen. Deze vorm van politiek is meestal reactief en wordt gekenmerkt door directe interactie: de burger speekt de politicus rechtstreeks aan. Ombudspolitiek is een politieke stijl die lijkt op de rol van een ombudsman, maar dan uitgevoerd door een politicus of politieke partij. Het is een manier voor politici om zich te profileren als directe vertegenwoordigers van het volk, die zich inzetten voor de specifieke zorgen en klachten van individuele burgers.

## Voor- en nadelen
Deze manier van politiek bedrijven heeft een aantal voordelen:
- Er is een directe band met burgers: ombudspolitiek creëert een directe link tussen politieke vertegenwoordigers en de burgers, waardoor de laatste zich gehoord en erkend voelen. Dit kan ook het eventuele wantrouwen in de politiek bestrijden.[3]
- Snelheid en wendbaarheid: het biedt een mechanisme voor snelle respons en flexibiliteit bij het aanpakken van individuele zorgen.

Er zijn ook nadelen te benoemen:
- Personen die een direct contact hebben met de politicus verkrijgen meer invloed dan burgers die dat contact niet hebben.[3]
- Als een lokale partij de problemen van zijn donateurs vooropstelt, gaat dit ten koste van het algemene belang.[3]
- Er zijn risico's van populisme, belangenverstrengeling en vriendjespolitiek.[4]

Voor lokale partijen geldt dat zij geen subsidie ontvangen. Zij mogen wel openstaan voor donaties. Dit zorgt mogelijk voor het risico dat de ombudspolitiek vooral voor de donateurs gunstig uitpakt.